# Església de Sant Serni

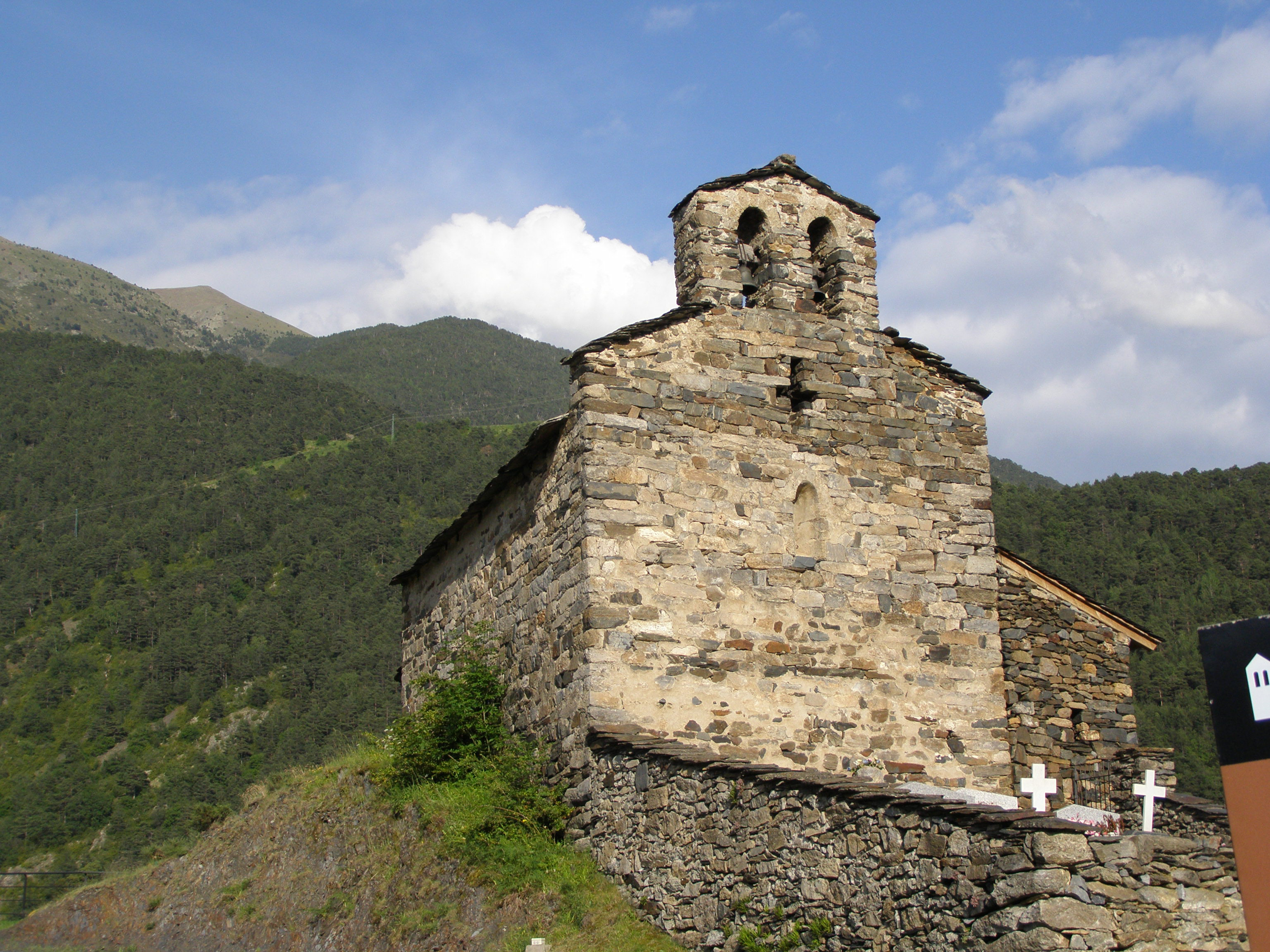
Església de Sant Serni

Die Església de Sant Serni ist eine kleine Kirche in Nagol im Fürstentum Andorra. Sie befindet sich rund zwei Kilometer westlich von Llumeneres auf halber Strecke zu Sant Julià de Lòria auf einer Anhöhe an der Straße CS-120. Von dort hat man eine besondere Aussicht auf das Tal von Sant Julià de Lòria.
Die Kirche wurde nach dem typischen architektonischen Schema aller andorranischen Kirchen im 11. Jahrhundert erbaut. Das rechteckige Kirchenschiff mit halbrunder Apsis verfügt über ein Holzdach mit Schieferdeckung und hat einen Glockenturm mit doppelter Öffnung. Der Vorbau wurde wahrscheinlich erst in der Neuzeit hinzugefügt. Ein Teil der romanischen Dekoration aus dem 15. Jahrhundert ist erhalten geblieben.  Das Altarbild im romanischen Kunststil ist dem Patron der Kirche, dem ersten Bischof von Toulouse Saturninus gewidmet. Die Kirche wurde als Denkmal in die Liste Bé d'Interès Cultural eingetragen.

## Anmerkung
- Sant Serni ist eine verschliffene Form zu Saint-Saturnin

Koordinaten: 42° 28′ 10″ N, 1° 30′ 3,8″ O